# Theotonius Gomes
Theotonius Gomes (Madbortek, 9 aprile 1939) è un vescovo cattolico bangladese, dal 28 aprile 2014 già vescovo ausiliare di Dacca.

## Biografia
Nato a Madbortek il 9 aprile 1939, dopo essere entrato nella Congregazione di Santa Croce è stato ordinato presbitero il 19 dicembre 1964.

### Ministero episcopale
Il 19 dicembre 1978 papa Giovanni Paolo II lo ha nominato vescovo di Dinajpur; il 4 aprile successivo ha ricevuto l'ordinazione episcopale dall'arcivescovo Michele Rozario, co-consacranti i vescovi Linus Nirmal Gomes e Michael Atul D'Rozario.
Il 23 febbraio 1996 è stato nominato vescovo ausiliare di Dacca e vescovo titolare di Zucchabar. Papa Francesco ha accettato le sue dimissioni per raggiunti limiti di età il 28 aprile 2014.

## Genealogia episcopale e successione apostolica
La genealogia episcopale è:
- Cardinale Scipione Rebiba
- Cardinale Giulio Antonio Santori
- Cardinale Girolamo Bernerio, O.P.
- Arcivescovo Galeazzo Sanvitale
- Cardinale Ludovico Ludovisi
- Cardinale Luigi Caetani
- Cardinale Ulderico Carpegna
- Cardinale Paluzzo Paluzzi Altieri degli Albertoni
- Papa Benedetto XIII
- Papa Benedetto XIV
- Papa Clemente XIII
- Cardinale Marcantonio Colonna
- Cardinale Giacinto Sigismondo Gerdil, B.
- Cardinale Giulio Maria della Somaglia
- Cardinale Carlo Odescalchi, S.I.
- Cardinale Costantino Patrizi Naro
- Cardinale Lucido Maria Parocchi
- Papa Pio X
- Cardinale Gaetano De Lai
- Cardinale Raffaele Carlo Rossi, O.C.D.
- Cardinale Amleto Giovanni Cicognani
- Arcivescovo Costante Maltoni
- Arcivescovo Michele Rozario
- Vescovo Theotonius Gomes, C.S.C.

La successione apostolica è:
- Cardinale Patrick D'Rozario, C.S.C. (1990)
- Vescovo Gervas Rozario (2007)
- Vescovo Nirmol Vincent Gomes, S.D.B. (2022)